# プロパンチオール
プロパンチオール（Propanethiol）は、化学式C3H8Sで表される有機化合物であり、チオールの一種である。

## 化学的性質
無色透明の液体であり、強い不快臭をもつ。中程度の毒性を持っており、水より密度が小さく、また水と僅かに混和する。除草剤などの有機合成の中間体として利用される。

## 危険性
非常に引火性が高く、燃焼すると刺激性、毒性の高い気体が発生する。また、加熱すると圧力上昇により破裂する危険性がある。.
消防法に定める第4類危険物 第1石油類に該当する。